# Tipulodina albiprivata
Tipulodina albiprivata är en tvåvingeart som först beskrevs av Edwards 1926.  Tipulodina albiprivata ingår i släktet Tipulodina och familjen storharkrankar. Inga underarter finns listade i Catalogue of Life.